# かえるくんとマックス
かえるくんとマックス(Kikkerdril)は、2009年のオランダ映画。ヒット作「ネコのミヌース (映画)」（2004年）や「ウィンキーの白い馬」（2008年）、「はじめて馬に乗った日」（2009年）の制作スタッフが再集結。日本国内では、キンダー・フィルム・フェスティバル (京都)（2010年）などでも上映される。

## 概要
6歳のマックスと、兄のヤヌス、少女イェッサの間に約束と友情の絆が芽生えた小さな冒険の旅を描く映画。カエルの卵探しを通じて出会う、青空、原っぱ、森、水辺。野生の植物、虫や動物、そしてカエルと卵。忘れていた風景がある。知らなかった自然がある。子供だけでなく大人にも見てほしい世界。日本語吹替あり。 

## キャスト
- マックス...ニーノ・デン・ブレイブ（吹替：松元惠）
- イェッサ...ホイットニー・フランカー（吹替：下田レイ）
- ヤヌス...タイス・フックネ（吹替：平野夏那子）
- 母...ジョージーナ・フェルバーン（吹替：丸山雪野）
- 祖母...ユール・フライダッハ（吹替：定岡小百合）
- バス運転手...レムコ・フライダッハ（吹替：田坂浩樹）

## スタッフ
- 監督：シモーネ・ファン・デュッセルドープ
- 脚本：シモーネ・ファン・デュッセルドープ
- 制作：バーニー・ボス／ミシェル・デ・ローイ／ザビーネ・フェーネダール
- 翻訳：いけや咲良
- 発売：株式会社オンリー・ハーツ

## ストーリー
ある日、少年マックスは、兄ヤヌスからカエルの卵を取ってくるよう言いつけられた。扁桃腺の手術をするヤヌスが、「カエルの卵は万能薬で、それを食べないと、もう２度と声が出なくなり、話せなくなる」とウソをついたのだ。ヤヌスと母親が病院へ行ったあと、マックスは祖母の家で、動物たちの看病を手伝いながら、折を見計らっては必死にカエルの卵を取ろうとした。だが卵はなかなか思うように取れず、そうこうしているうちにヤヌスの手術は終了、マックスは祖母と共に病院へ面会へ行くことになってしまった。だが、手ぶらのマックスにヤヌスはいい顔をしない。さらに、医師の診察を痛そうに受けるヤヌスの姿を見て、マックスはいても立ってもいられなくなり、そのまま病院を飛び出してカエルの卵を取りに出かけた。程なくして、マックスは病院の近所に住む女の子、イェッサと出会う。看護師を夢見るイェッサは、動物の看病に興味を持ち、マックスの祖母の家へ行くことを承諾する。牧場や森の中を歩き回り、いろいろなことを経験していくうちに、いつしか２人の間には友情がめばえ、友だちの誓いまで交わすようになった。ところが、マックスはイェッサに対して自分が孤児であるというウソをついていた。正直に打ち明ける機会を逃し続けたマックスだったが、イェッサが念願だったカエルの卵を取ってくれた時にすべてを打ち明ける。だがそれを聞いたイェッサは、激怒しその場を立ち去る。たった１人で森の中に取り残されたマックスは、心細い思いをし、怖い目に遭いつつも、動物や自然に対する畏敬の念、イェッサへの友情、ヤヌスへの兄弟愛を抱き続けた。そして森の中で再び出会うイェッサとマックス。２人は仲直りし、マックスの祖母の家へと向かった。マックスが無事に祖母の家につき、程なくしてヤヌスも退院。ヤヌスにだまされていたことを知り腹を立てるマックスだったが、今日は楽しいピクニック。歌って、踊って、怒りも忘れて、楽しい時間はどんどん過ぎていった。

## おもな受賞
- カイロ国際子ども映画祭
  - 最優秀作品賞受賞
- モンテビデオ国際子ども映画祭
  - 最優秀作品賞受賞
- クリスティアンサン国際子ども映画祭
  - 観客賞受賞
- 国内の映画祭
  - キンダー・フィルム・フェスティバル (京都)（2010年）にて上映